# Carl Adolph Agardh
Carl Adolph Agardh (Båstad, 13 gennaio 1785 – Karlstad, 28 gennaio 1859) è stato un botanico, politico e vescovo luterano svedese, noto soprattutto per essere uno dei padri dell'algologia.

## Biografia
Studiò all'Università di Lund e, a partire dal 1807, insegnò matematica nella stessa università. Nella stessa università nel 1812 ottenne le cattedre di economia e di botanica. In botanica i suoi interessi erano rivolti in modo particolare alle alghe ed ottenne risultati tali da essere considerato uno dei fondatori della scienza che li studia, l'algologia. Nel 1817 pubblicò Synopsis algarum Scandinaviae, un primo inquadramento delle alghe, soggetto che approfondirà qualche anno dopo con le opere Species algarum (1821–1828) e Systema algarum (1824). Pubblicò anche degli studi di botanica su altri argomenti, come per es. Aphorismi botanici (1817–1826) e Classes plantarum (1825); in quest'ultimo espose un suo sistema di classificazione delle piante.
Nel 1817 fu eletto al Riksdag degli Stati, il parlamento svedese, e vi difese le idee liberali. Nel 1831 divenne membro dell'Accademia Svedese. Nel 1834, dopo che ebbe rinunciato all'incarico di professore universitario e abbandonato le sue ricerche, fu nominato vescovo protestante di Karlstad.
Anche suo figlio Jakob Georg (1813-1901) fu professore di botanica a Lund e ne continuò l'opera nel campo dell'algologia sistematica.

## Genealogia episcopale
La genealogia episcopale è:
- Cardinale Guillaume d'Estouteville, O.S.B.Clun.
- Papa Sisto IV
- Papa Giulio II
- Cardinale Achille Grassi
- Vescovo Paride Grassi
- Vescovo Peder Månsson
- Arcivescovo Laurentius Petri
- Vescovo Jacob Johannis
- Arcivescovo Laurentius Petri Gothus
- Arcivescovo Andreas Laurentii Björnram
- Vescovo Petrus Benedicti
- Arcivescovo Abraham Angermannus
- Arcivescovo Petrus Kenicius
- Arcivescovo Olaus Martini
- Arcivescovo Laurentius Paulinus Gothus
- Vescovo Jonas Magni Wexionensis
- Arcivescovo Johannes Canuti Lenaeus
- Vescovo Samuel Enander
- Arcivescovo Lars Stigzelius
- Arcivescovo Johan Baazius il Giovane
- Arcivescovo Olov Svebilius
- Arcivescovo Mattias Steuchius
- Arcivescovo Johannes Steuchius
- Arcivescovo Henrik Benzelius
- Arcivescovo Karl Fredrik Mennander
- Arcivescovo Uno von Troil
- Arcivescovo Jacob Axelsson Lindblom
- Arcivescovo Carl von Rosenstein
- Vescovo Carl Adolph Agardh

## Opere
- Synopsis algarum Scandinaviae (Lund 1817)
- Species algarum rite cognitae etc. (Greifsw. 1823-28, 2 Voll.)
- Icones algarum europaearum (Leipz. 1828-35)
- Systema algarum (Lund 1824)
- Essai de réduire la physlologie végétale à des principes fondamentaux (Lund 1828)
- Essai sur le développement intérieur des plantes (1829)
- Lärobok i botanik (Malmö 1830-32, 2 Voll.)
- Försök till en statsökonomisk statistik öfver Sverige (Stockh. 1852-63, 4 Voll.)